# Yūzō Iwakami
Yūzō Iwakami (jap. 岩上 祐三 Iwakami Yūzō; ur. 28 lipca 1989) – japoński piłkarz występujący na pozycji pomocnika. Obecnie występuje w Omiya Ardija.

## Kariera klubowa
Od 2011 roku występował w klubach Shonan Bellmare, Matsumoto Yamaga FC i Omiya Ardija.